# Sibton
Sibton is een civil parish in het bestuurlijke gebied East Suffolk, in het Engelse graafschap Suffolk. In 2001 telde het civil parish 206 inwoners.